# 558 (numero)
Cinquecentocinquantotto (558) è il numero naturale dopo il 557 e prima del 559.

## Proprietà matematiche
- È un numero pari.
- È un numero composto con 12 divisori: 1, 2, 3, 6, 9, 18, 31, 62, 93, 186, 279, 558. Poiché la somma dei suoi divisori (escluso il numero stesso) è 690 > 558 è un numero abbondante.
- È un numero di Harshad.
- È nontotiente.
- È un numero pratico.
- È un numero colombiano nel sistema numerico decimale.
- È un numero congruente.
- È parte delle terne pitagoriche (558, 744, 930), (558, 880, 1042), (558, 2480, 2542), (558, 2856, 2910), (558, 8640, 8658), (558, 25944, 25950), (558, 77840, 77842).

## Astronomia
- 558 Carmen è un asteroide della fascia principale del sistema solare.
- NGC 558 è una galassia ellittica della costellazione della Balena.

## Astronautica
- Cosmos 558 è un satellite artificiale russo.